# Venta-Dubysa-Kanal

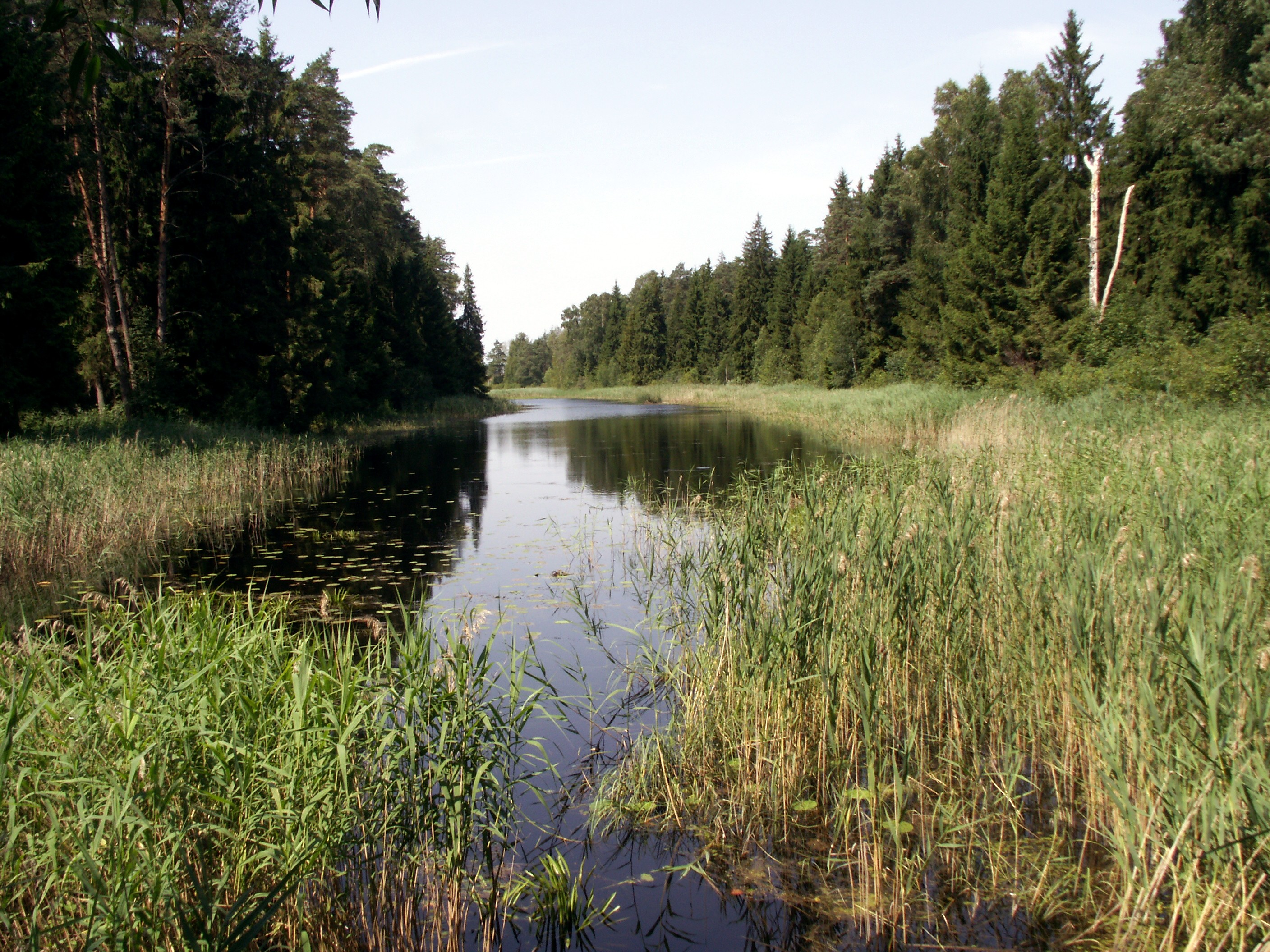
Venta-Dubysa-Kanal bei Žadvainiai

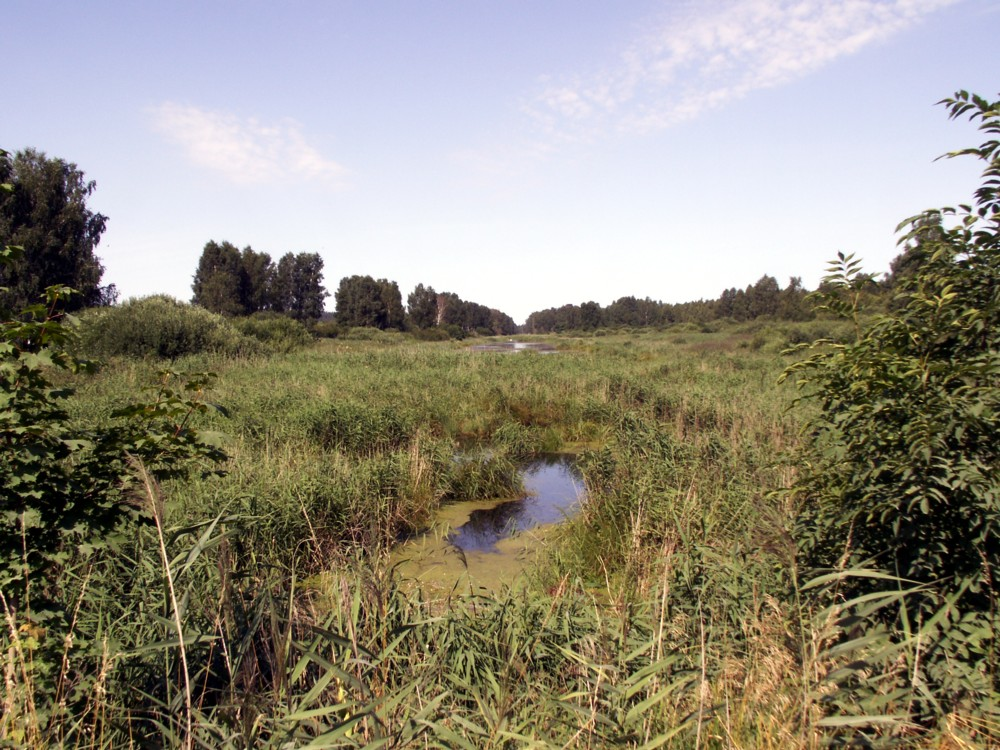
Venta-Dubysa-Kanal bei Kurtuvėnai

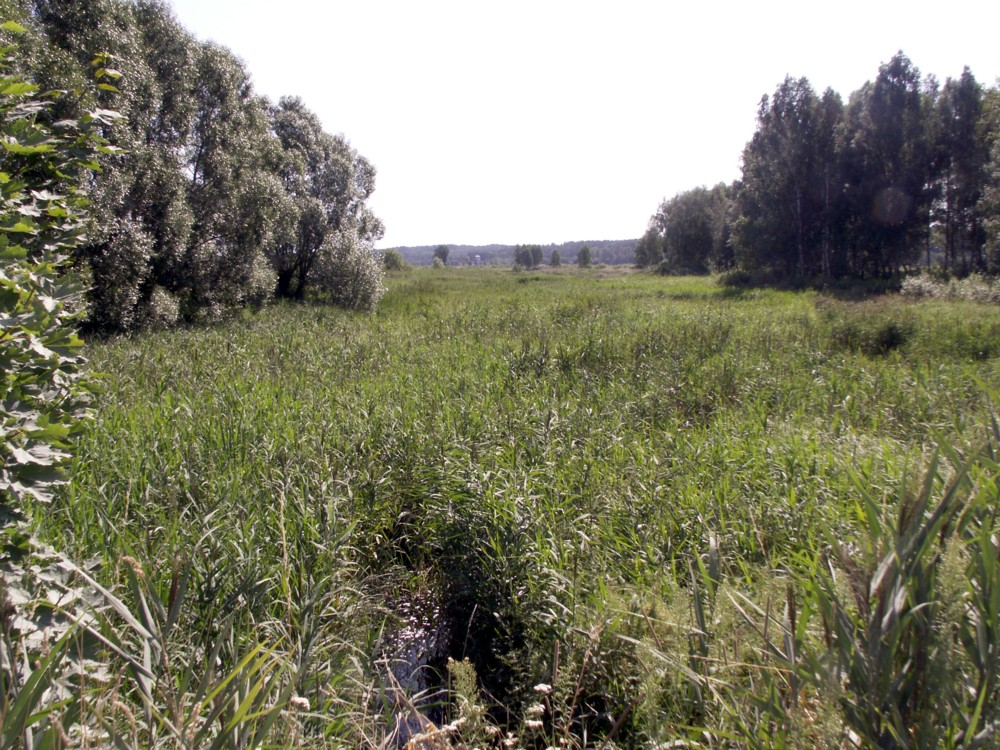
Venta-Dubysa-Kanal bei Kurtuvėnai

Der Venta-Dubysa-Kanal (litauisch Ventos–Dubysos kanalas, polnisch Kanał Windawski, (Windau-Kanal)) ist ein nicht fertiggestellter Kanal in Litauen, der die Dubysa nahe Bazilionai, Rajongemeinde Šiauliai, mit der Venta (Windau) bei Tolučiai, Rajongemeinde Kelmė, verbinden sollte.
Ab 1821 erhob  Preußen prohibitiv hohe Zölle für den Transit polnischer und litauischer Waren durch sein Gebiet. Dadurch wurde der polnische Handel praktisch vom Zugang zu den preußischen Häfen an der Ostsee abgeschnitten. Bisher war dieser über die Weichsel und Danzig sowie Fluss und Stadt Memel abgewickelt worden.
Der polnische Wirtschaftsminister Franciszek Ksawery Drucki-Lubecki brachte die Idee auf, eine neue Handelsroute zu eröffnen, die Kongresspolen mit dem kurländischen Hafen Ventspils (Windau) verbinden sollte.
Der Wasserweg wurde in zwei Abschnitten geplant und gebaut. Erster Abschnitt war der Augustów-Kanal in der Woiwodschaft Augustów des Königreichs Polen, der von der Weichsel eine Verbindung über die Flüsse Narew und Biebrza zum Memel-Nebenfluss Czarna Hańcza herstellte. Zweiter Abschnitt war der Windau- bzw. Venta-Dubysa-Kanal, der die Memel über ihren Nebenfluss Dubysa im Gouvernement Kaunas des Russischen Kaiserreichs mit der Venta verbinden sollte.
Die 1825 begonnenen Arbeiten kamen jedoch 1831 in der Folge des polnischen Novemberaufstands und dem Abschluss von Handelsabkommen mit Preußen zum Erliegen. Zu Beginn des 20. Jahrhunderts wurden sie russischerseits auf litauischen Gebiet wieder aufgenommen, im Ersten Weltkrieg jedoch erneut sistiert. Nach dem Krieg erlangte Litauen die Kontrolle über den Unterlauf der Memel und den Hafen Klaipėda. Deshalb bestand kein Bedarf für den Fortbau des Windau-Kanals.
Der Kanal hat eine Länge von 15 km. Er folgt anfänglich einem eiszeitlichen Tal, durch das der Bach Kurtuva fließt. Vorgesehen waren zwanzig Kammerschleusen zur Überwindung von Höhenunterschieden.